# Podicipedidae
Podicipedidae é a única família de aves da ordem Podicipediformes, e possui suas 22 espécies de mergulhões, também conhecidos como somormujo ou zampulhões, distribuídas por 6 géneros. O grupo está presente em todos os continentes, excepto nas regiões polares e a maioria das ilhas oceânicas. Os mergulhões são aves de médio porte, sobretudo aquáticas que habitam zonas de água doce como estuários, lagos e rios.
A plumagem é geralmente castanha ou cinzenta, sendo a zona ventral mais clara. O dimorfismo sexual, se presente, ocorre apenas na época de reprodução. O pescoço é alongado e termina numa cabeça arredondada com bico curto, por vezes encurvado. O corpo é estreito, com as patas localizadas quase na zona terminal, uma adaptação à natação e ao mergulho que torna estas aves bastantes desajeitadas em terra. As asas são curtas mas fortes e permitem voo durante longas distâncias; algumas espécies são migratórias.
Os mergulhões alimentam-se de peixes, insectos, moluscos e crustáceos, que caçam durante os mergulhos. São sobretudo aves solitárias mas formam casais durante a época de reprodução ou grandes grupos nas alturas de migração.
As posturas, com 3 a 9 ovos, são feitas em ninhos isolados, construídos na água em montes de lama ou zonas de vegetação aquática densa. Os juvenis chocam prontos para nadar e são cuidados por ambos os pais, que por vezes os transportam no dorso.
Os primeiros fósseis de podicipediformes surgem no Miocénico.

## Géneros
- Aechmophorus
  - Mergulhão-americano-ocidental (Aechmophorus occidentalis)
  - Mergulhão-de-clark (Aechmophorus clarkii)
- Podiceps
  - Mergulhão-de-capuz (Podiceps gallardoi)
  - Mergulhão-grande (Podiceps major)
  - Mergulhão-prateado (Podiceps occipitalis)
  - Mergulhão-de-pescoço-preto (Podiceps nigricollis)
  - Mergulhão-de-crista (Podiceps cristatus)
  - Mergulhão-colombiano (Podiceps andinus)
  - Mergulhão-de-pescoço-ruivo (Podiceps grisegena)
  - Mergulhão-de-pescoço-castanho (Podiceps auritus)
  - Mergulhão-do-junín (Podiceps taczanowskii)
- Podilymbus
  - Mergulhão-caçador (Podilymbus podiceps)
  - Mergulhão-de-atitlan (Podilymbus gigas) (extinto)
- Poliocephalus
  - Mergulhão-grisalho (Poliocephalus poliocephalus)
  - Mergulhão-maori (Poliocephalus rufopectus)
- Rollandia
  - Mergulhão-de-orelha-branca (Rollandia rolland)
  - Mergulhão-do-titicaca (Rollandia microptera)
- Tachybaptus
  - Mergulhão-do-alaotra (Tachybaptus  rufolavatus) (extinto)
  - Mergulhão-pequeno (Tachybaptus ruficollis)
  - Mergulhão-tricolor (Tachybaptus tricolor)
  - Mergulhão-da-oceânia (Tachybaptus novaehollandiae)
  - Mergulhão-malgaxe (Tachybaptus pelzelnii)
  - Mergulhão-pequeno-americano (Tachybaptus dominicus)